# Bur-Gheluai (метеорит)
Bur-Gheluai (рус. Бур-Гелуаи) — метеорит, найденный в Сомали. Хондрит типа H5 массой около 120 килограммов.
Метеорит упал в 8 часов утра по местному времени 16 октября 1919 года. Наблюдался яркий огненный шар, траектория полёта болида — с севера на юг. Метеорит рассыпался при падении на более чем 100 фрагментов, рассеявшихся на площади поперечником в несколько километров, с центром вблизи населённого пункта Бур-Гелуаи, район Бур-Акаба, Сомали. Найдено как минимум 122 отдельных экземпляра. Это позволяет отнести падение данного метеорита к редким событиям, поскольку лишь в 1 % случаев падений метеоритов обнаруживаются сотни фрагментов. Фрагменты хранятся в различных музеях и коллекциях мира, однако наиболее полная подборка (58 фрагментов общей массой 78 706 г) находится в коллекции минералогического музея Римского университета.
Из содержания в метеорите космогенных изотопов, возникающих при экспозиции во внеатмосферном потоке космических лучей, было установлено, что произведение плотности на радиус метеоритного тела до вхождения в атмосферу составляло более 300 г/см3 и что возраст этого тела (время независимого существования от момента фрагментации более крупного астероида до выпадения на Землю) равен 1,5—2,0 млн лет.